# Севанский район
Севанский район — административно-территориальная единица в составе Армянской ССР и Армении, существовавшая в 1937—1995 годах. Центр — Севан.

## История
Севанский район был образован в 1937 году. 
Упразднён в 1995 году при переходе Армении на новое административно-территориальное деление.

## География
На 1 января 1948 года территория района составляла 374 км². 

## Административное деление
По состоянию на 1948 год район включал 1 посёлок городского типа (Севан) и 9 сельсоветов: Варсерский, Гегамаванский, Гомадзорский, Ддмашенский, Лчашенский, Цахкунский, Цовагюхский, Чкаловский, Яйджийский.